# Conqueror (Jesu)
Conqueror è un album in studio del gruppo musicale Jesu, pubblicato nel 2007.

## Tracce
1. Conqueror – 8:10
2. Old Year – 5:46
3. Transfigure – 5:59
4. Weightless & Horizontal – 10:07
5. Medicine – 7:22
6. Brighteyes – 7:20
7. Mother Earth – 7:16
8. Stanlow – 5:58

## Formazione

### Gruppo
- Justin Broadrick – voce, chitarra
- Ted Parsons – batteria, percussioni
- Diarmuid Dalton – basso